# Liste des châteaux de l'Essonne
Cet article recense les châteaux de l'Essonne, en France.

## Liste
| Icône            | Signification    | Abréviations             | Abréviations                  | Abréviations             | Abréviations           |
| ---------------- | ---------------- | ------------------------ | ----------------------------- | ------------------------ | ---------------------- |
| Château fort     | Château fort     | = Bastide                | = Ferme fortifiée             | = Maison forte           | = (Néo-)Palladianisme  |
| Renaissance      | Renaissance      | = Château gascon         | = Folie (montpelliéraine)     | = Manoir, Gentilhommière | = Résidence épiscopale |
| Domaine viticole | Domaine viticole | = Classicisme, classique | = Forteresse, fort(ification) | = Maison (noble)         | = Style Beaux-Arts     |
| Palais           | Palais           | = Commanderie            | = Gothique (flamboyant)       | = Néo-baroque            | = Style Second Empire  |
| Ruine ou disparu | Ruine, disparu   | = Château pinardier      | = Hôtel particulier           | = Néo-classique          | = Style italianisant   |
|                  |                  | = Demeure seigneuriale   | ... = Style Louis XII...XVI   | = Néo-gothique           | = Style troubadour     |
|                  |                  | = Éclectisme             | = Logis (seigneurial)         | = Néo-Renaissance        | = Villa (de Nice)      |
| Baroque, rococo  | Baroque, rococo  | = Édifice religieux      | = Motte castrale/féodale      | = Pavillon de chasse     | = Styles du XXe siècle |

| Type                                                | Château                                       | Commune                   | Protection | Notes | Coordonnées                 | Illustration |
| --------------------------------------------------- | --------------------------------------------- | ------------------------- | --- | --- | --------------------------- | ------------ |
| Château fort · Ruine ou disparu · Néo-classique     | Château d'Amblainvilliers                     | Verrières-le-Buisson      | Notice no IA00027932 Notice no IA00027937 Notice no IA91000447                                                        | Moyen Âge, XVIe et XIXe siècles | 48° 44′ 20″ N, 2° 14′ 42″ E |              |
| Néo-classique                                       | Château d'Angervilliers                       | Angervilliers             | Inscrit MH (1985) · Notice no PA00087801                                                                              | XVIIe siècle | 48° 35′ 28″ N, 2° 03′ 54″ E |              |
| Style Beaux-Arts                                    | Château d'Ardenay                             | Palaiseau                 | | XIXe siècle, résidence privée | 48° 42′ 57″ N, 2° 14′ 26″ E |              |
| Néo-classique                                       | Château d'Arny                                | Bruyères-le-Châtel        | Notice no IA91000367                                                                                                  | XIXe siècle | 48° 35′ 06″ N, 2° 11′ 24″ E |              |
| Manoir, gentilhommière                              | Manoir des Arpentis (Ferme des Arpentis)      | Vauhallan                 | Inscrit MH (1988) · Notice no PA00088028                                                                              | XVIIe et XVIIIe siècles | 48° 44′ 01″ N, 2° 11′ 36″ E |              |
| Baroque, rococo                                     | Château d'Athis                               | Athis-Mons                | Inscrit MH (1928) · Notice no PA00087806 · Notice no IA91000460                                                       | XVIIe siècle, école st Charles | 48° 42′ 32″ N, 2° 23′ 28″ E |              |
| Néo-classique                                       | Château d'Avaucourt                           | Athis-Mons                | | XIXe siècle, hôtel de ville | 48° 42′ 25″ N, 2° 23′ 20″ E |              |
| Classicisme, classique                              | Château de Ballainvilliers                    | Ballainvilliers           | | XVIIe siècle | 48° 40′ 20″ N, 2° 17′ 37″ E |              |
| Style Louis XIII                                    | Château de Bandeville                         | Saint-Cyr-sous-Dourdan    | Classé MH (1974) · Inscrit MH (1974) · Notice no PA00087999                                                           | XVIIe siècle | 48° 34′ 31″ N, 2° 01′ 48″ E |              |
| Néo-gothique                                        | Château de la Barrerie                        | Villiers-le-Bâcle         | | XIXe siècle | 48° 43′ 20″ N, 2° 07′ 20″ E |              |
| Style Louis XIII                                    | Château de Baville                            | Saint-Chéron              | Inscrit MH (1990) · Notice no PA00087996                                                                              | XVIIe siècle | 48° 34′ 00″ N, 2° 07′ 37″ E |              |
| Renaissance                                         | Château de Beauregard                         | Saint-Jean-de-Beauregard  | Classé MH (1993) · Notice no PA00088006 · Notice no IA91000072                                                        | XVIIe siècle, parc visitable | 48° 39′ 40″ N, 2° 09′ 49″ E |              |
| Palais · Néo-classique                              | Château de Beauvoir                           | Évry-Courcouronnes        | « Photo », notice no AP67L04907                                                                                       | XIXe siècle | 48° 37′ 44″ N, 2° 27′ 21″ E |              |
| Style Louis XIII                                    | Château de Bel Abord                          | Chilly-Mazarin            | | XVIIe siècle, détruit en grande partie ; subsistent le pavillon Louis-XII, une porte cochère et un mur d'enceinte | 48° 42′ 22″ N, 2° 18′ 47″ E |              |
| Style Louis XIV                                     | Château de Bel-Air                            | Bièvres                   | Notice no IA00027890                                                                                                  | XVIIe siècle | 48° 45′ 39″ N, 2° 12′ 29″ E |              |
| Maison (noble)                                      | Château de Bel-Ébat                           | Marcoussis                | Notice no IA91000021                                                                                                  | XIXe siècle, résidence privée | 48° 39′ 41″ N, 2° 12′ 55″ E |              |
| Renaissance                                         | Château de Bellejame                          | Marcoussis                | Notice no IA91000026                                                                                                  | XVIIe et XVIIIe siècles | 48° 38′ 16″ N, 2° 14′ 50″ E |              |
| Renaissance                                         | Château de Bellesbat (Belesbat)               | Courdimanche-sur-Essonne  | Inscrit MH (1948) · Notice no PA00087874                                                                              | XVIe siècle | 48° 25′ 57″ N, 2° 22′ 24″ E |              |
| Classicisme, classique                              | Château de Belleville                         | Gif-sur-Yvette            | | XVIIe siècle | 48° 41′ 22″ N, 2° 06′ 51″ E |              |
| Renaissance                                         | Château de Bièvres                            | Bièvres                   | | | 48° 45′ 18″ N, 2° 13′ 23″ E |              |
| Manoir, gentilhommière                              | Château de Billy                              | Saint-Vrain               | | Résidence privée; le château du 14e siècle a notamment appartenu à Jérôme Marchand, secrétaire de Catherine de Médicis, et Henri Saint-Simon, neveu du philosophe Claude Saint-Simon. (?)                                                                       | 48° 31′ 26″ N, 2° 19′ 18″ E |              |
| Classicisme, classique                              | Château du Bois Loriot                        | Verrières-le-Buisson      | Notice no IA00027939                                                                                                  | XVIIe et XIXe siècles | 48° 44′ 50″ N, 2° 15′ 56″ E |              |
| Néo-classique                                       | Château du Bois-Courtin                       | Villejust                 | | XIXe siècle, résidence privée | 48° 41′ 18″ N, 2° 14′ 09″ E |              |
|                                                     | Château de la Boissière                       | Saint-Vrain               | | Résidence privée | 48° 44′ 47″ N, 2° 16′ 02″ E |              |
| Château fort · Manoir, gentilhommière               | Château de Boissy-le-Sec                      | Boissy-le-Sec             | Inscrit MH (1984, 2007) · Notice no PA00087819 · Notice no IA00126427                                                 | XIVe siècle, XVIIe et XVIIIe siècles | 48° 28′ 41″ N, 2° 05′ 17″ E |              |
| Renaissance                                         | Château de Boutervilliers                     | Boutervilliers            | | | 48° 26′ 53″ N, 2° 03′ 25″ E |              |
| Classicisme, classique                              | Château de Brunehaut                          | Morigny-Champigny         | Inscrit MH (1991) · Notice no PA00088056                                                                              | XVIIe siècle, XVIIIe et XIXe siècles | 48° 27′ 15″ N, 2° 10′ 45″ E |              |
| Château fort · Néo-gothique                         | Château de Bruyères-le-Châtel                 | Bruyères-le-Châtel        | Notice no IA91000205                                                                                                  | Moyen Âge, XIXe siècle | 48° 35′ 43″ N, 2° 11′ 35″ E |              |
| Château fort · Ruine ou disparu                     | Château de Bures-sur-Yvette                   | Bures-sur-Yvette          | « Photo », notice no APMH00088070                                                                                     | Moyen Âge |                             |              |
| Classicisme, classique                              | Château de Button                             | Gif-sur-Yvette            | « Photo », notice no APTCF19828                                                                                       | XVIIIe siècle |                             |              |
|                                                     | Château des Célestins                         | Marcoussis                | | Détruit |                             |              |
|                                                     | Château de Cerny                              | Cerny                     | | Détruit |                             |              |
| Renaissance                                         | Château de Chaiges                            | Athis-Mons                | | Détruit |                             |              |
| Renaissance                                         | Château de Chamarande                         | Chamarande                | Inscrit MH (1955) · Classé MH (1981) · Notice no PA00087855 · Notice no IA91000427                                    | Visitable | 48° 30′ 47″ N, 2° 13′ 16″ E |              |
|                                                     | Château de Champrond                          | Saint-Hilaire             | | |                             |              |
| Renaissance                                         | Château de Chanteloup                         | Saint-Germain-lès-Arpajon | | Service de la jeunesse et des sports de Saint-Germain-lès-Arpajon |                             |              |
|                                                     | Château de Cheptainville                      | Cheptainville             | | Détruit |                             |              |
| Renaissance                                         | Château de Chilly-Mazarin                     | Chilly-Mazarin            | Inscrit MH (1926, 1929) · Notice no PA00087857                                                                        | Hôtel de ville | 48° 42′ 07″ N, 2° 18′ 47″ E |              |
|                                                     | Château de Corbeville                         | Orsay                     | | Centre de recherche de Thales |                             |              |
| Renaissance                                         | Château de Courances                          | Courances                 | Classé MH (1983) · Notice no PA00087871 · Notice no IA91000437 · Jardin remarquable · Notice no JAR0000219            | Visitable | 48° 26′ 28″ N, 2° 28′ 08″ E |              |
| Renaissance                                         | Château de Courson                            | Courson-Monteloup         | Classé MH (1944) · Inscrit MH (1992) · Notice no PA00087876 · Notice no IA91000414                                    | Visitable | 48° 36′ 00″ N, 2° 08′ 49″ E |              |
| Renaissance                                         | Château de Dommerville                        | Angerville                | Inscrit MH (1977) · Notice no PA00087800                                                                              | Visitable | 48° 19′ 08″ N, 1° 59′ 20″ E |              |
| Château fort                                        | Château de Dourdan                            | Dourdan                   | Classé MH (1964) · Notice no PA00087881 · Notice no M0404                                                             | Visitable | 48° 31′ 48″ N, 2° 00′ 40″ E |              |
| Néo-classique                                       | Château d'Écharcon                            | Écharcon                  | Classé MH (1976) · Notice no PA00087889 · Notice no IA91000434                                                        | | 48° 34′ 16″ N, 2° 24′ 32″ E |              |
| Renaissance                                         | Château de l'Ermitage                         | Gif-sur-Yvette            | | Hôtel de ville | 48° 42′ 07″ N, 2° 08′ 02″ E |              |
| Néo-classique · Ruine ou disparu                    | Château d'Estienne d'Orves                    | Verrières-le-Buisson      | Notice no IA00027934                                                                                                  | XVIIIe et XIXe siècles, XXe siècle, détruit | 48° 44′ 50″ N, 2° 16′ 00″ E |              |
| Château fort · Ruine ou disparu                     | Château d'Étampes                             | Étampes                   | Classé MH (1862) · Notice no PA00087907 · Notice no IA00126561                                                        | | 48° 26′ 13″ N, 2° 09′ 29″ E |              |
| Château fort                                        | Château de Farcheville                        | Bouville                  | Inscrit MH (1947) · Classé MH (1948) · Notice no PA00087830 · Notice no IA00126432 · Notice no IA91000431             | n'est plus visitable (2018) | 48° 25′ 30″ N, 2° 17′ 17″ E |              |
| Manoir, gentilhommière                              | Manoir de Favreuse                            | Bièvres                   | | Détruit |                             |              |
| Renaissance                                         | Château de la Fontaine                        | Brétigny-sur-Orge         | | Établissement scolaire | 48° 37′ 08″ N, 2° 18′ 22″ E |              |
| Renaissance                                         | Château de Fontenay-lès-Briis                 | Fontenay-lès-Briis        | | XVIe et XIXe siècles | 48° 37′ 05″ N, 2° 09′ 23″ E |              |
| Renaissance                                         | Château de Forges-les-Bains                   | Forges-les-Bains          | Inscrit MH (1963) · Notice no PA00087915                                                                              | | 48° 37′ 37″ N, 2° 05′ 56″ E |              |
| Renaissance                                         | Château de Frémigny                           | Bouray-sur-Juine          | | | 48° 31′ 05″ N, 2° 18′ 29″ E |              |
|                                                     | Château de Fromenteau                         | Juvisy-sur-Orge           | | | 48° 41′ 33″ N, 2° 22′ 16″ E |              |
| Classicisme, classique                              | Château de Gillevoisin                        | Janville-sur-Juine        | Inscrit MH (1969) · Notice no PA00087924 · Notice no IA91000432                                                       | XVIIe siècle | 48° 30′ 40″ N, 2° 14′ 17″ E |              |
| Renaissance                                         | Château de Gironville                         | Gironville-sur-Essonne    | | |                             |              |
| Néo-classique                                       | Temple de la Gloire                           | Orsay                     | Classé MH (1979) · Notice no PA00087984                                                                               | XIXe siècle | 48° 42′ 00″ N, 2° 12′ 04″ E |              |
| Renaissance                                         | Château du Grand Mesnil                       | Bures-sur-Yvette          | | Hôpital psychiatrique |                             |              |
| Renaissance                                         | Château du Grand Saint-Mars                   | Chalo-Saint-Mars          | Inscrit MH (1990) · Notice no PA00088055 · Notice no IA00126439                                                       | | 48° 25′ 34″ N, 2° 04′ 05″ E |              |
|                                                     | Château de Grand-Vaux                         | Savigny sur Orge          | | Détruit |                             |              |
| Manoir, gentilhommière                              | Manoir de la Grande Bouvêche                  | Orsay                     | | Moyen Âge, XVIIIe siècle | 48° 41′ 52″ N, 2° 11′ 24″ E |              |
|                                                     | Château de la Grande-Maison                   | Bures-sur-Yvette          | | |                             |              |
| Château fort · Ruine ou disparu                     | Château de la Grange                          | Villeconin                | Inscrit MH (1926) · Notice no PA00088034                                                                              | Visitable | 48° 31′ 08″ N, 2° 07′ 30″ E |              |
| Classicisme, classique                              | Château de la Grange                          | Yerres                    | Classé MH (1971) · Notice no PA00088050                                                                               | XVIIe et XVIIIe siècles | 48° 43′ 44″ N, 2° 29′ 42″ E |              |
| Néo-classique · Ruine ou disparu                    | Château la Grange-Feu-Louis                   | Évry-Courcouronnes        | « Photo », notice no AP67L02498                                                                                       | XIXe siècle, détruit | 48° 37′ 24″ N, 2° 27′ 23″ E |              |
|                                                     | Château de Grillon                            | Dourdan                   | | Lieu de naissance de Jean-François Regnard |                             |              |
| Renaissance                                         | Château d'Huison-Longueville                  | D'Huison-Longueville      | | |                             |              |
| Classicisme, classique                              | Château de Janvry                             | Janvry                    | Inscrit MH (1981) · Notice no PA00087927                                                                              | XVIIe et XIXe siècles | 48° 38′ 53″ N, 2° 09′ 14″ E |              |
| Classicisme, classique                              | Château de Jeurre                             | Morigny-Champigny         | Classé MH (1957, 1973) · Inscrit MH (1957, 1980) · Notice no PA00087974 · Notice no IA00126452 · Notice no IA91000429 | XVIIe et XVIIIe siècles | 48° 28′ 05″ N, 2° 11′ 17″ E |              |
|                                                     | Château de Juvisy                             | Juvisy-sur-Orge           | | Détruit en 1944 |                             |              |
| Renaissance                                         | Château de Launay                             | Orsay                     | | Siège de l'université Paris-Sud |                             |              |
| Renaissance                                         | Château de Leuville                           | Leuville-sur-Orge         | | |                             |              |
|                                                     | Château de Limon                              | Vauhallan                 | | |                             |              |
| Renaissance                                         | Château de Lormoy                             | Longpont-sur-Orge         | | Maison de retraite |                             |              |
| Néo-classique                                       | Château du Marais                             | Val-Saint-Germain         | Classé MH (1965) · Notice no PA00088024 · Notice no IA91000424                                                        | XVIIIe siècle, parc visitable, lieu de décès de Gaston Palewski | 48° 34′ 23″ N, 2° 06′ 07″ E |              |
| Néo-classique                                       | Chateau Marienthal                            | Verrières-le-Buisson      | Notice no IA00027931 Notice no IA91000446                                                                             | XIXe siècle | 48° 44′ 46″ N, 2° 13′ 56″ E |              |
| Classicisme, classique                              | Château de la Martinière                      | Bièvres                   | Inscrit MH (1963) · Notice no PA00087813 · Notice no IA00027892                                                       | | 48° 45′ 22″ N, 2° 12′ 40″ E |              |
|                                                     | Château de la Martinière                      | Saclay                    | | |                             |              |
| Renaissance                                         | Château de Méréville                          | Méréville                 | Classé MH (1977, 1978, 1993) · Inscrit MH (1978, 1993, 2013, 2015) · Notice no PA00087953 · Notice no IA91000439      | Parc visitable | 48° 19′ 12″ N, 2° 05′ 28″ E |              |
| Renaissance                                         | Château du Merle-Blanc                        | Avrainville               | | Hôtel de ville | 48° 33′ 43″ N, 2° 14′ 42″ E |              |
|                                                     | Château du Mesnil                             | Longpont-sur-Orge         | | |                             |              |
| Classicisme, classique                              | Château de Mesnil-Voisin                      | Bouray-sur-Juine          | Classé MH (1980, 1995) · Inscrit MH (1994) · Notice no PA00087823 · Notice no IA91000428                              | XVIIe et XVIIIe siècles, propriété privée de la famille de Beaugrenier | 48° 31′ 16″ N, 2° 16′ 34″ E |              |
| Classicisme, classique                              | Château de Mignaux                            | Verrières-le-Buisson      | Notice no IA00027938                                                                                                  | XVIIe et XVIIIe siècles, XIXe siècle |                             |              |
| Château fort                                        | Château de Milly-la-Forêt                     | Milly-la-Forêt            | Inscrit MH (1996) · Notice no PA91000003 · Notice no IA91000440                                                       | | 48° 24′ 07″ N, 2° 27′ 50″ E |              |
| Château fort                                        | Château de Montagu                            | Marcoussis                | Classé MH (1984) · Inscrit MH (1984) · Notice no PA00087945 · Notice no IA91000022 · Notice no IA91000023             | Ruiné | 48° 38′ 46″ N, 2° 13′ 16″ E |              |
|                                                     | Château de Monthuchet                         | Saulx-les-Chartreux       | | Résidence privée | 48° 41′ 24″ N, 2° 16′ 26″ E |              |
| Château fort                                        | Château de Montlhéry                          | Montlhéry                 | Classé MH (1840) · Notice no PA00087970 · Notice no IA91000127                                                        | | 48° 38′ 06″ N, 2° 16′ 19″ E |              |
|                                                     | Château de Montmirault                        | Cerny                     | | |                             |              |
| Château fort · Ruine ou disparu · Néo-classique     | Château de Morigny                            | Morigny-Champigny         | Inscrit MH (1965) · Notice no PA00087975 · Notice no IA91000430                                                       | Moyen Âge, XVIIIe et XIXe siècles | 48° 26′ 53″ N, 2° 10′ 55″ E |              |
| Classicisme, classique · Ruine ou disparu           | Château de Morionville (Moreauville)          | Bruyères-le-Châtel        | Notice no IA91000206                                                                                                  | XVIIIe siècle, les vestiges ont été détruits en 1972 lors de la construction d'une usine | 48° 35′ 40″ N, 2° 11′ 45″ E |              |
| Classicisme, classique                              | Château de Morsang                            | Morsang-sur-Orge          | Inscrit MH (1979) · Notice no PA00087980                                                                              | XVIIe et XVIIIe siècles, XIXe siècle | 48° 39′ 54″ N, 2° 21′ 07″ E |              |
| Néo-classique · Ruine ou disparu                    | Château du Mousseau                           | Évry-Courcouronnes        | « Photo », notice no AP67L02904                                                                                       | XIXe siècle, détruit | 48° 37′ 44″ N, 2° 27′ 10″ E |              |
| Renaissance                                         | Château de La Norville                        | La Norville               | | |                             |              |
| .                                                   | Château d'Ollainville                         | Ollainville               | | Détruit |                             |              |
| Renaissance                                         | Château d'Orgemont                            | Cerny                     | | Résidence privée |                             |              |
| Manoir, gentilhommière                              | Castel d'Orgeval                              | Villemoisson-sur-Orge     | Inscrit MH (1975) · Notice no PA00088039                                                                              | | 48° 39′ 29″ N, 2° 20′ 17″ E |              |
| Manoir, gentilhommière                              | Manoir d'Orsigny                              | Saclay                    | | |                             |              |
| Renaissance                                         | Château d'Ozonville                           | Athis-Mons                | | Maison de retraite | 48° 42′ 25″ N, 2° 23′ 13″ E |              |
| Renaissance                                         | Château de Paron                              | Verrières-le-Buisson      | | |                             |              |
| Renaissance                                         | Château des Pastoureaux                       | Lardy                     | | Hôtel de ville |                             |              |
| Néo-classique · Ruine ou disparu                    | Château de Petit-Bourg                        | Évry-Courcouronnes        | « Photo », notice no AP67L00638                                                                                       | XIXe siècle, détruit | 48° 38′ 22″ N, 2° 26′ 27″ E |              |
| Château fort                                        | Château du Petit-Marais                       | Puiselet-le-Marais        | | |                             |              |
| Renaissance                                         | Château du Petit-Saint-Mars                   | Étampes                   | | Maison de retraite |                             |              |
| Ruine ou disparu                                    | Château du Plessis-Saint-Père                 | La Ville-du-Bois          | | |                             |              |
| Renaissance                                         | Château de Presles                            | Cerny                     | | Propriété de la famille Carnot depuis 1838 |                             |              |
| Manoir, gentilhommière                              | Manoir de Richeville                          | Vauhallan                 | | |                             |              |
|                                                     | Château de la Roche                           | Ollainville               | | Visitable, musée |                             |              |
| Renaissance                                         | Château des Roches                            | Bièvres                   | | Propriété de la Sōka Gakkai | 48° 45′ 25″ N, 2° 12′ 04″ E |              |
| Classicisme, classique                              | Château de Roinville                          | Roinville                 | Inscrit MH (1945) · Notice no PA00087990                                                                              | XVIIe siècle | 48° 31′ 52″ N, 2° 02′ 42″ E |              |
|                                                     | Château de la Roue                            | Linas                     | | |                             |              |
|                                                     | Château du Rué                                | Ollainville               | | Visitable, musée (en rénovation) |                             |              |
|                                                     | Château de Saint-Vrain                        | Saint-Vrain               | | Résidence privée; château ayant appartenu notamment à la comtesse du Barry et Duval Dumanoir (grand chambellan de Napoléon Ier). Le château faisait partie du parc zoologique de Saint-Vrain créé par la famille de Mortemart détenant actuellement le château. | 48° 32′ 42″ N, 2° 20′ 22″ E |              |
| Château fort                                        | Château de Sainte-Geneviève-des-Bois          | Sainte-Geneviève-des-Bois | Classé MH (1923) · Inscrit MH (1961) · Notice no PA00088002                                                           | | 48° 38′ 24″ N, 2° 19′ 55″ E |              |
|                                                     | Château de Savigny-sur-Orge                   | Savigny-sur-Orge          | | Lycée Jean-Baptiste Corot |                             |              |
| Classicisme, classique                              | Château de Saudreville                        | Villeconin                | Inscrit MH (1972) · Notice no PA00088035 · Notice no IA91000425                                                       | XVIIe et XVIIIe siècles | 48° 29′ 56″ N, 2° 07′ 48″ E |              |
| Classicisme, classique                              | Château du Saussay                            | Ballancourt-sur-Essonne   | Inscrit MH (1951) · Notice no PA00087811 · Notice no IA91000436                                                       | XVIIe siècle, visitable | 48° 31′ 05″ N, 2° 22′ 26″ E |              |
|                                                     | Château de la Saussaye                        | Palaiseau                 | | |                             |              |
|                                                     | Château Silvy                                 | Bièvres                   | | Hôtel de ville | 48° 45′ 14″ N, 2° 12′ 54″ E |              |
|                                                     | Château de la Souche                          | Montlhéry                 | Notice no IA91000012                                                                                                  | Hôtel de ville | 48° 38′ 11″ N, 2° 16′ 14″ E |              |
|                                                     | Château de Soucy                              | Fontenay-lès-Briis        | | Détruit |                             |              |
|                                                     | Château de Souzy-la-Briche                    | Souzy-la-Briche           | | résidence affectée au Premier ministre | 48° 31′ 37″ N, 2° 08′ 49″ E |              |
| Néo-classique · Ruine ou disparu                    | Château des Tourelles                         | Évry-Courcouronnes        | « Photo », notice no AP67L01487                                                                                       | XIXe siècle, détruit | 48° 37′ 30″ N, 2° 27′ 30″ E |              |
| Manoir, gentilhommière                              | Château du Tronchet                           | Chalo-Saint-Mars          | Inscrit MH (1975) · Notice no PA00087851 · Notice no IA00126438                                                       | XVIIe et XVIIIe siècles | 48° 26′ 15″ N, 2° 03′ 15″ E |              |
| Baroque, rococo                                     | Château de Trousseau                          | Ris-Orangis               | Inscrit MH (1985) · Notice no PA00087989                                                                              | | 48° 39′ 04″ N, 2° 25′ 41″ E |              |
| Classicisme, classique                              | Château Vaillant                              | Verrières-le-Buisson      | | XVIIe et XVIIIe siècles | 48° 44′ 49″ N, 2° 15′ 52″ E |              |
|                                                     | Château du Val Fleury                         | Gif-sur-Yvette            | | | 48° 42′ 07″ N, 2° 08′ 10″ E |              |
|                                                     | Château de Valnay                             | Étampes                   | | Hôtel de ville |                             |              |
| (Néo-)Palladianisme                                 | Château de Vauboyen                           | Bièvres                   | Classé MH (1979) · Notice no PA00087814 · Notice no IA78000940                                                        | XIXe siècle | 48° 45′ 40″ N, 2° 11′ 38″ E |              |
|                                                     | Château de Vaudouleurs                        | Morigny-Champigny         | | Visitable |                             |              |
|                                                     | Château de Verrières                          | Verrières-le-Buisson      | | |                             |              |
| Classicisme, classique                              | Château de Vilgénis                           | Massy                     | Inscrit MH (1977) · Notice no PA00087948 · Notice no IA91000448                                                       | XVIIIe siècle, centre de formation Air France | 48° 44′ 02″ N, 2° 14′ 38″ E |              |
| Néo-gothique                                        | Château de La Ville-du-Bois                   | La Ville-du-Bois          | | XIXe siècle, école privée |                             |              |
| Renaissance                                         | Château de Villebon-sur-Yvette                | Villebon-sur-Yvette       | | École privée | 48° 41′ 56″ N, 2° 15′ 29″ E |              |
| Renaissance                                         | Château de Villebouzin                        | Longpont-sur-Orge         | | Maison de retraite |                             |              |
| Château fort · Manoir, gentilhommière · Renaissance | Château de Villeconin (Manoir des Ardenelles) | Villeconin                | Inscrit MH (1926) · Notice no PA00088037                                                                              | XIVe siècle, visitable | 48° 30′ 49″ N, 2° 07′ 23″ E |              |
|                                                     | Château de Villelouvette                      | Égly                      | | Institut privé |                             |              |
| Château fort                                        | Château de Villemartin                        | Morigny-Champigny         | | |                             |              |
| Renaissance                                         | Château de Villiers                           | Cerny                     | | Propriété de la famille De Selve de 1528 à 1935 ; propriété de Philippe Clay de 1959 à 2001 | 48° 29′ 02″ N, 2° 20′ 20″ E |              |
| Renaissance · Néo-classique                         | Château de Villiers                           | Draveil                   | Inscrit MH (1949) · Notice no PA00087888 · Notice no IA91000810 · Notice no IA91000821                                | XVIe et XVIIIe siècles | 48° 40′ 55″ N, 2° 24′ 18″ E |              |
| Classicisme, classique                              | Château de Villiers-le-Bâcle                  | Villiers-le-Bâcle         | Inscrit MH (1946) · Notice no PA00088043 · Notice no IA00027951                                                       | XVIIe et XVIIIe siècles, XIXe siècle, propriété d'Yves Lecoq | 48° 43′ 27″ N, 2° 07′ 42″ E |              |
| Classicisme, classique                              | Château de Vilmorin                           | Verrières-le-Buisson      | Inscrit MH (1965) · Notice no PA00088029 · Notice no IA00027936                                                       | XVIIe et XVIIIe siècles, XIXe siècle | 48° 44′ 56″ N, 2° 16′ 05″ E |              |
| Néo-classique                                       | Château de Voisins-le-Tuit                    | Villiers-le-Bâcle         | Notice no IA00027952                                                                                                  | XVIIIe et XIXe siècles |                             |              |
| Château fort · Ruine ou disparu                     | Château d'Yerres                              | Yerres                    | Inscrit MH (2013) · Notice no PA00088049                                                                              | | 48° 42′ 58″ N, 2° 29′ 28″ E |              |